# سمكة المهرج ثلاثية الأحزمة
سمكة المهرج ثلاثية الاحزمة (الإسم العلمي:Amphiprion tricinctus)، هو نوع من الأسماك يتبع جنس سمكة المهرج من فصيلة البوماسنتريدي.